# Yung Gravy
Matthew Raymond Hauri, conegut a la indústria musical com a Yung Gravy, és un cantant i raper americà que crea música del gèneres Hip-Hop i Trap. La seva popularitat va emergir per primer cop quan es va popularitzar la seva cançó “Mr. Clean” a 2017, i a 2022 va treure la seva primera cançó que va arribar al Billboard Hot 100 “Betty (Get Money)”.

## Biografia
Matthew Raymond Hauri va néixer el 19 de març de l'any 1996 a Rochester, Minnesota. El seu pare, Peter Johannes Hauri, era un psicòleg swec-america, especialitzat en l'insomni (1933-2013) i la seva mare, Cynthia Cleveland Hauri, es una psiquiatra.
Va passar el principi de la seva vida a l'estat en el que va néixer, Minnesota.´ A Minnesota va anar a l'escola Rochester Mayo High School, però després de graduar-se va emigrar a Wisconsin per fer la formació de college i anar a la Universitat de Wisconsin.

## Carrera musical
Mentres Matthew Raymond Hauri estava anant a la universitat va començar a treure cançons a soundcloud per diversió amb inspiració de l'auge dels rappers Lil Yachty i Lil Peep, fins que a 2016 va decidir deixar la feina per dedicar-se completament a la seva carrera musical. A 2016 va treure la cançó “Mr. Clean”, però van passar quatre anys fins que va rebre un títol de la RIAA.
A l'octubre 2017 va revelar la seva cara per primer cop quan va treure el videoclip de “Mr. Clean” que va rebre milions de visites i va fer que es popularitzés molt.
A finals de 2017 el Yung Gravy estava preparat per fer el seu primer tour a través de la USA.

## Discografia
Article principal: Discografia - Yung Gravy

### Àlbums
| Albums                   |
| ------------------------ |
| Thanksgiving's eve       |
| Sensational              |
| Baby Gravy 2 (ft. bbno$) |
| Gasanova                 |
| Marvelous                |

### Solos
| Solos              |
| ------------------ |
| Mr. Clean          |
| Baby Gravy         |
| Yung Gravity       |
| Snow Cougar        |
| Shining on My Ex   |
| lunno              |
| Jack Money Bean    |
| Welcome To Chillis |
| Off The Goop       |
| Wussup             |
| Betty (Get Money)  |
| Cake and cognac    |
| Hot Tub            |